# Шабалова, Любовь Семёновна
Любовь Семёновна Шабалова (род. 23 ноября 1935 года, Саранск) — советский и российский историк, кандидат исторических наук (1966). Работала в Коми филиале АН СССР, Коми педагогическом институте, Сыктывкарском государственном университете. Область научных интересов: национально-государственное строительство, история коллективизации и репрессий 1920-30-х гг. на Европейском Севере СССР. Основные научные направления — история коллективизации и репрессии в северной деревне, кулацкая ссылка, история детских домов в 1930-е гг. в Коми области.

## Образование
Получила среднее образование в г. Саранске. В 1958 г. окончила исторический факультет Саратовского госуниверситета. В 1960—1963 гг. обучалась в аспирантуре Коми филиала АН СССР. В 1966 г. в Горьковском государственном университете защитила диссертацию на соискание ученой степени кандидата исторических наук «Дружба и сотрудничество коми народа с другими народами страны в строительстве социализма».

## Научная и преподавательская деятельность
В 1963—1969 гг. работала в Коми филиале АН СССР, затем — в Коми педагогическом институте и Сыктывкарском государственном университете. В 1975—1977, 1983—1987 — зав. кафедрой истории КПСС, в 1987—1991 — проректор по заочному и вечернему обучению, в 1991—2003 — ученый секретарь Ученого совета СГУ; 2003—2015 научный сотрудник СГУ, в 1997—2016 гг. — член общественной редакционно-издательской группы мартиролога «Покаяние» "Республиканская программа по увековечению памяти жертв политических репрессий «Покаяние» (1991—2001 гг.) действовала в Республике Коми при поддержке её Главы.

## Награды
- «Заслуженный работник народного хозяйства РК» (1994),
- нагрудный знак «Отличник народного образования СССР» (1985),
- нагрудный знак «Почетный работник высшего профессионального образования» (2000)

### Книги
- 1.	Шабалова Л. С. В великой семье народов: Дружба и сотрудничество коми народа с братскими народами страны в строительстве социализма. (1921—1937 гг.): монография. — Сыктывкар : Коми кн. изд-во, 1969. −152 с.
- 2.	Осуществление коллективизации в северной деревне (1929—1932 гг.): учебное пособие по спецкурсу. Сыктывкар: Сыктывкарский гос. ун-т им. 50-летия СССР. — Сыктывкар; Пермь: Пермский ун-т, 1986. — 79 с.
- 3.	Спецпоселки в Коми области : по материалам сплошного обследования, июнь 1933 г.: сборник документов / сост.: Г. Ф. Доброноженко, Л. С. Шабалова. — Сыктывкар: [б. и.], 1997. — 298 с. URL: https://neb.nbrkomi.ru/docs/common/RKOMIBIBL0000878926
- 4.	Покаяние. Коми республиканский мартиролог жертв массовых политических репрессий. Т. 4, ч. 1. Кулацкая ссылка / науч. ред. Г. Ф. Доброноженко; сост. Г. Ф. Доброноженко, Л. С. Шабалова. — Сыктывкар, 2001. 1167 с.
- 5.	Покаяние. Коми республиканский мартиролог жертв массовых политических репрессий. Раскулачивание в Коми области в первой половине 1930-х годов. Т. 6 / сост.: Г. Ф. Доброноженко, Л. С. Шабалова. — Сыктывкар, 2004. — 1183 с.
- 6.	Раскулачивание и крестьянская ссылка в социальной памяти людей: Исследования, воспоминания, документы: сост. Г. Ф. Доброноженко, Л. С. Шабалова. Сыктывкар: СыктГУ, 2005. — 17,1 п.л /8,55 п.л. (а) URL: http://ru-hist-http://ru-hist-books.livejournal.com/ https://www.rulit.me/data/programs/resources/pdf/Raskulachivanieikrestyanskayassylkavsocialnoypamyatilyudey_RuLit_Net_323639.pdf

https://drive.google.com/file/d/0B96SnjoTQuH_dUVBVFBVOVdzRWM/edit?resourcekey=0-yRBcsEsZbxndcpEuZh26rg
- 7. Доброноженко Г. Ф., Шабалова Л. С. Спецпереселенцы в Ухтпечлаге (1932—1936 гг.) // Покаяние. Коми республиканский мартиролог жертв массовых политических репрессий: Т. 8, ч. 3 / сост.: М. Б. Рогачев Покаяние. — Сыктывкар: Коми респ. благотв. общ. фонд жертв полит. репрессий «Покаяние», 2008. С. 159—301.
- 8.	Крестьянские дети в детских домах Коми области в 1930-е годы: Исследования, документы, воспоминания: авт- сост. Г. Ф. Доброноженко, Л. С. Шабалова. Науч. консультант Н. А. Ивницкий. Федеральное агентство по образованию, ГОУ ВПО «Сыктывкарский гос. ун-т». — Сер. вып. 9. Приложение к мартирологу «Покаяние». Сыктывкар: Коми респ. благотв. общ. фонд жертв полит. репрессий «Покаяние», 2008. — 764 с.

### Статьи
1. 1.	Шабалова Л. С. Спецпереселенцы в Северном крае. Год 1930 // Вестник СГУ. Сер. 8. Вып. 1. 1995. С. 19-24.
2. 2.	Доброноженко Г. Ф., Шабалова Л. С. Спецпереселенцы в Коми АССР: 1945—1950 гг. (Стат.-географ. аспект). Из архивов МВД Республики Коми // Рубеж. Альманах социальных исследований. — 1997. — № 10-11. — С. 232—241. URL: http://ecsocman.hse.ru/data/561/310/1217/017dOBRONOVENKOyABALOWA.pdf